# ハビエル・エラソ
ハビエル・エラソ・ギョニ（Javier Eraso Goñi、1990年3月22日 - ）はスペイン・パンプローナ出身の元サッカー選手。現役時代のポジションはMF。

## 経歴
2013年6月19日、CDレガネスに移籍した。
2015年7月31日、アスレティック・ビルバオに復帰する。
2017年7月24日、レガネスに再度復帰。
2023年7月12日、SDアモレビエタへ移籍し、2年契約を結んだ。